# Мартовское восстание (1921)
Мартовское восстание или Восстание в Средней Германии (нем. Märzkämpfe; Mitteldeutsche Aufstand) — вооруженные выступления коммунистов в марте 1921 г. в Средней Германии. Одним из активных участников и организаторов событий был Макс Гёльц.

## Перед восстанием
В феврале 1921 года под давлением Карл Радека, представителя Коминтерна, был отстранён от руководства германской компартии (ОКПГ) Пауль Леви. Место Леви заняли представители предыдущей левой оппозиции в партии Генрих Брандлер и Вальтер Штекер.
Эта смена руководства внутри ОКПГ была главной предпосылкой восстания. В начале марта делегаты Коминтерна под руководством Белы Куна призвали к революционной акции в Берлине. Это предложение было с готовностью подхвачено новым левым партийным руководством. Обе стороны разработали концепцию попытки восстания в промышленных районах центральной Германии в конце марта, так как центральная Германия была оплотом коммунистов. Хотя участникам было ясно, что это не приведет к коммунистическому перевороту в стране, но они надеялись, что буржуазная республика будет ослаблена и правительство Константина Ференбаха будет свергнуто. Был выдвинут лозунг: «За союз с Советской Россией и свержение правительства».
Поэтому гражданские круги, а также президент региона от СДПГ Отто Хёрсинг опасались захвата власти коммунистами в этом важном промышленном регионе. 17 марта 1921 года Хёрзинг объявил, что отправит подразделения недавно организованной прусской полиции в центральную промышленную зону Германии. Известие о готовящемся вторжении полиции привело к тому, что штаб ОКПГ изменил график восстания. Было решено начать восстание 17 марта.
Газеты ОКПГ, начиная с 17 марта, стали призывать к революции. Бела Кун выдвинул лозунг: «Оружие принимает решение. – А контрреволюция не хочет сдавать свое оружие. (…) Каждый рабочий должен наплевать на закон и покупать оружие там, где его найдет».

## Ход восстания
18 марта 1921 года из Дрездена поступил приказ обер-президента Саксонии члена СДПГ Хёрзинга о проведении арестов и обысков среди коммунистов в связи с началом забастовки Мансфельдского промышленного округа.
На следующий день полиция начала массовые аресты бастующих рабочих в посёлках Хетштедт, Эйслебен, Аммендорф, Шафштедт; в округ переброшены дополнительные полицейские силы из Берлина, Магдебурга, Аннабурга, Айленбурга и Эрфурта.
21 марта полиция произвела массовые аресты коммунистов в посёлках Небра, Мехелен и Лауча, в ответ на что вспыхнула забастовка в посёлке Лойне (южнее города Мерзебург).
22 марта 1921 года считается началом мартовских боёв в Средней Германии: столкновения бастующих рабочих с полицией в Айслебене и Шраплау переросли в вооруженное восстание.
Наряду с Карлом Платтнером центральной фигурой восстания стал Макс Гёльц. Гёльц прибыл в промышленную зону Мансфельда 22 марта. Он вооружил рабочих и безработных и охватил регион вокруг Мансфельда, Айслебена и Хеттштедта поджогами, грабежами, грабежами банков и взрывами бомб, а также сходами поездов с рельсов и взрывами железнодорожных путей.
23 марта в Берлине был принят закон о рейхсвере, согласно которому его численность сокращалась до 115 тыс. человек (сухопутные войска — 100 тыс., военно-морские силы — 15 тыс. человек). В саксонских Хетштедте и Рублингене также начинаются вооруженные столкновения. На подавление восстаний правительство начало переброску войск из Магдебурга.
24 марта в Гамбурге происходят уличные беспорядки, организованные Коммунистической партией Германии (КПГ). Саксония. Забастовка охватила обширный район Саксонии: города Мансфельд, Галле, Мерзебург, после чего туда переброшены правительственные войска из города Ганновера. В Рублингене власть переходит в руки восставших.
25 марта из Дюссельдорфа для подавления рабочих выступлений переброшены дополнительные войска с артиллерией и минометами, сосредоточившиеся в районе Зандерслебена.
26 марта правительственные войска начали наступление против восставших с севера из района Зандерслебена и с запада. В результате упорных боев северный отряд карательных войск взял города Хетштедт и Мансфельд. Под Зангерхаузеном в бой с западной группой войск, прибывших из Вюртемберга, вступил рабочий отряд Макса Гёльца, переброшенный из «столицы» Саксонского восстания Айслебена. Начались столкновения с полицией в Мехлене и Бишофроде.
27 марта войска после ожесточенных боев взяли Айслебен и Виммельбург. Западная группировка рейхсвера, усиленная частями, прибывшими из Касселя, на второй день боев выбили отряд Гёльца из Зангерхаузена, после чего восставшие с боями отходят на восток.
28 марта войска рейхсвера берут Шраплау, Шафштедт, Роблинген и Тешенхал. Отряд Гёльца, оторвавшись от наступающего противника, форсировал реку Заале южнее города Галле. Другой отряд рабочих из Лойна, не дожидаясь подхода войск, двинулся в поход на запад, в направлении посёлка Мехлен.
29 марта правительственные войска взяли Лойна; восстание в Мансфельдском округе в основном подавлено. Однако два отряда — Леунский и под командованием Гёльца, не сложили оружие. Леунский отряд, двигаясь на запад, прошёл через Мехельн и к вечеру занял посёлок Небра; отряд Гёльца после боёв с полицией взял Грёберс и движется на север.
30 марта леунский повстанческий отряд занял населенный пункт Бахра; отряд Гёльца занял Ландсберг (25 км восточнее города Галле) и совершил безуспешный налет на посёлок Делич, занятый частями рейхсвера.
31 марта правительственные войска, прибывшие из Эрфурта в Бахру, разгромили Лойнский повстанческий; отряд Гёльца пытается вернуться в Мансфельдский район.
1 апреля 1921 года полицейским отрядом в бою у посёлка Безенштедт разгромлен последний отряд саксонских повстанцев под командованием Гёльца. Восстание в Саксонии подавлено.

## Результаты
Всего в выступлении по всей стране приняли участие около 200 000 рабочих. В боях погибло около 180 человек (по другим данным -- 145). Среди них было 35 полицейских. Число раненых неизвестно. По подозрению в перевороте было арестовано около 6000 человек. Из них 4000 человек были приговорены в общей сложности к 2000 годам тюремного заключения. Восемь человек были приговорены к пожизненному заключению и четверо к смертной казни Акция оказалась для ОКПГ полным провалом. В результате поражения коммунисты в целом потеряли значительное политическое влияние. Если в начале года партия имела 450 000 членов, после мартовских боёв их число упало до 150 000.
Ответственность за восстание газеты возложили на «коммунистов-большевиков» и российских евреев. Эти обвинения значительно повлияли на взгляды и дальнейшую политику Адольфа Гитлера.